# Touch (The Supremes)
"Touch" is een onsuccesvolle single van de Motown groep The Supremes. Het was de tweede single van het gelijknamige album, maar behaalde met zijn sobere #71 positie niet het succes wat zijn voorganger, "Nathan Jones", wel had gekend. Het zijn Jean Terrell en Mary Wilson die lead in het nummer zingen. Hiermee is "Touch" de eerste single waarop Wilson leadzangeres is. Later zou dit ook nog gebeuren op nummers als "Floy Joy" en "Automatically Sunshine". Het nummer is onder andere gecoverd door mede-Motown acts The Originals en The Jackson 5.

## Bezetting
- Lead: Jean Terrell en Mary Wilson
- Achtergrondzangeressen: Cindy Birdsong, Mary Wilson en Jean Terrell
- Instrumentatie: The Funk Brothers
- Schrijvers: Frank Wilson en Pamela Sawyer
- Productie: Frank Wilson